# Marsiglieva linija
Marsiglieva linija je bila crta primirja između kršćanskih snaga (Hrvatskog Kraljevstva, koje je bilo dijelom Habsburške Monarhije) i Osmanskog Carstva. 
Uspostavljena je Beogradskim mirom 1739. godine. "Suha je međa", a nastavlja se na rijeku Unu. Ime je dobila po glavnom pregovaraču kršćanskih snaga, Luigiju Ferdinandu Marsigliju. 
Predstavljala je za kršćanske snage pomak unatrag, s obzirom na to da je granica po prijašnjem primirju, Požarevačkom miru iz 1718. bila išla dublje u Novsko Potkozarje. 
Ova je crta primirja ostala do danas granicom između Hrvatske i Bosne i Hercegovine na ovom dijelu Pounja. 